# Bootsy Collins
Pour les articles homonymes, voir Collins.
William Earl Collins (né le 26 octobre 1951, Cincinnati, Ohio), connu sous le nom de Bootsy Collins est un bassiste funk avant-gardiste, chanteur et compositeur américain.

## Biographie
En 1968, avec son frère aîné, Phelps 'Catfish' Collins (guitare), accompagné de Franky 'Kash' Waddy (batterie) et Philippé Wynne (voix), Bootsy Collins forme le groupe The Pace-Setters. En 1969, le groupe remplace au pied levé les Famous Flame, l'orchestre de James Brown, et devinrent alors les J.B.'s.
James Brown congédia Bootsy Collins peu après que ce dernier eut des hallucinations dues au LSD sur scène. Bootsy expliquera plus tard qu'il n'avait plus jamais parlé à James Brown, à la suite d'un épisode où le bassiste sous acide avait éclaté de rire alors que Brown le sermonnait après un concert plus ou moins réussi. Bootsy Collins, sur les conseils du futur membre de The Parliaments, Mallia Franklin (en), déménagea à Détroit.
Mallia Franklin présenta les frères Collins à George Clinton et ils rejoignirent le groupe Funkadelic. Bootsy joue sur la majeure partie de leurs premiers albums et participe à l'écriture de certains morceaux. Son jeu, à la fois lourd et rythmique, a eu une certaine influence sur l'évolution du funk, du heavy metal, G-funk et de la soul. Ses lignes de basse sont alors de plus en plus passées à travers diverses pédales d'effets, enveloppe filters, autowah, chorus.
Bootsy, Catfish, Waddy, Joel Johnson (1953-2018), Gary « Mudbone » Cooper, Robert « P-Nut » Johnson and The Horny Horns forment le Bootsy's Rubber Band en 1976. En 1978, le personnage de Bootsy devient Bootzilla, via le titre Bootzilla par lequel il s'autoproclame « icône du rock couverte de strass »,. Bootsy s'éloigne alors de Parliament-Funkadelic, dans lequel il est remplacé par Cordell Mosson, pour poursuivre une carrière solo en tant que leader.
Bootsy's Rubber Band fait également partie du P Funk (communauté de groupes Funk des années 1970 - initialement Parliament et Funkadelic). Par la suite, la plupart des albums de Bootsy sortent sous le nom de Bootsy's Rubber Band.
Collins collabora également avec Bill Laswell (notamment dans Praxis), Buckethead (également dans Praxis) et Aïyb Dieng pour l'album Rhythmagick chez Masterplan Records, et fit quelques brillantes apparitions sur deux albums de Fatboy Slim. Il a aussi fait des apparitions avec le groupe Deee-Lite.
Collins a été invité en guest star sur l'album True Love de Toots and the Maytals, qui a gagné le Grammy du meilleur album reggae en 2004, et qui inclut de nombreux musiciens notables dont Willie Nelson, Eric Clapton, Jeff Beck, Trey Anastasio, Gwen Stefani / No Doubt, Ben Harper, Bonnie Raitt, Manu Chao, The Roots, Ryan Adams, Keith Richards, Toots Hibbert, Paul Douglas, Jackie Jackson, Ken Boothe, et The Skatalites.
En 2005, il chante dans l'album Soul Circus du bassiste Victor Wooten.
En 2011, il collabore avec Snoop Dogg sur la piste 1 de son album "Doggumentary", Toyz'n Da Hood.
Ses albums suivants sortirent sous le nom de Bootsy Collins ou William « Bootsy » Collins.
Il est « narrateur » dans l'album An Evening with Silk Sonic (2021), avec Bruno Mars et Anderson .Paak.

## Anecdote
Contrairement à ce que l'on peut lire sur certains sites, Bootsy Collins n'est aucunement le père du rappeur RBX, de son vrai nom Eric Dwayne Collins. Les deux artistes sont cependant bons amis. Il est l’oncle du rappeur Snoop Dogg.
En 2009, Lenny Kravitz travaille sur un projet d'album funk incluant peut-être Bootsy Collins à la basse.

## Discographie

### Bootsy's Rubber Band
- 1976 : Stretchin' Out in Bootsy's Rubber Band
- 1977 : Ahh... The Name Is Bootsy Baby
- 1978 : Bootsy? Player of the Year
- 1979 : This Boot is Made for Fonk-N
- 1990 : Jungle Bass
- 1997 : Live in Louisville 1978
- 2001 : Live in Oklahoma 1976

### Bootsy Collins
- 1980 : Ultra Wave
- 1982 : The One Giveth, the Count Taketh Away
- 1988 : What's Bootsy Doin'?
- 1991 : Save What's Mine for Me
- 1997 : Fresh Outta 'P' University
- 2002 : Play With Bootsy
- 2005 : Fear Da Tiger
- 2006 : Christmas Is 4 Ever
- 2011 : Tha Funk Capital of the World
- 2017 : World Wide Funk
- 2020 : The Power of the One

### Sweat Band
- 1980 : Sweat Band

### Wild Life
- 1993 : Zoo / Walking in the park (vocals)

### Bootsy's New Rubber Band
- 1994 : Blasters of the Universe
- 1995 : Keepin' Dah Funk Alive 4-1995

### Zillatron
- 1994 : Lord of the Harvest

### Participations
- 2021 : X Moves de DMX, enregistré avec le guitariste Steve Howe (Yes, Asia) et le batteur Ian Paice (Deep Purple). Le single sort le 8 avril, la veille de la mort du rappeur[8].